# Epuraea ocularis
Epuraea ocularis ist ein Käfer aus der Familie der Glanzkäfer, der artenreichen Gattung Epuraea und der Untergattung Haptoncus. Der erstmals von der Insel Tahiti beschriebene Käfer ist in schneller Ausbreitung begriffen. Die erste Meldung aus Europa erfolgte 1993 von Teneriffa, seit 1999 ist das Neozoon aus Mitteleuropa bekannt.

## Bemerkungen zum Namen
Epuraea ocularis wurde erstmals 1846 von Fairmaire unter dem heute noch gültigen Namen beschrieben. Das Artepitheton „oculāris“ ist aus dem Lateinischen entnommen und bedeutet „mit Augenflecken“. In der Beschreibung führt Fairemaire aus: „un point en milieu de chaque élytre noir, avec le bord posterieur“ (fr.: „ein Punkt auf jeder Flügeldecke schwarz sowie der Hinterrand“).
Die Gattung Epuraea wurde 1843 von Erichson aufgestellt. Der Name Epurāēa ist von altgriechisch επί epí, deutsch ‚auf‘ und ουρά ourá, deutsch ‚Schwanz‘ abgeleitet. Erichson bemerkt dazu: Die Flügeldecken sind bei den meisten (Arten der Gattung) so verkürzt, dass das letzte Hinterleibssegment frei bleibt.
Die Untergattung Haptoncus wurde 1864 von Murray eingeführt. Der Name ist von altgriechisch απτός haptós, deutsch ‚fühlbar, greifbar‘ und όγκος ónkos, deutsch ‚Volumen, Masse‘ abgeleitet und bezieht sich auf die großen Endglieder der Lippentaster.
Als Synonyme werden genannt
- Epuraea bisignata Boheman, 1851
- Epuraea tetragona (Murray, 1864)
- Haptoncus decoratus Reitter, 1873
- Haptoncus ocularis (Fairmaire, 1849)
- Haptoncus tetragonus Murray, 1864[7]

## Eigenschaften des Käfers
| |                                                              |
| Abb. 1: Ansicht von oben, unten, Seite und vorn                                                                                                  |                                                              |
| |                                                              |
| Abb. 2: Kopf in Aufsicht, Spitzen der Kiefertaster sichtbar                                                                                      | Abb. 3: rechtes Auge, links von unten                        |
| |                                                              |
| Abb. 5: Kopf von unten, teilweise getönt: blau: Lippentaster grün: Kiefertaster gelb: Fühlerrinne hälftig Unterlippe weiß, Kinn schwarz gerandet |                                                              |
| Abb. 4: A Oberlippe, B Unterlippe mit Lippentaster C rechter Oberkiefer von unten, D rechter Oberkiefer von oben E Unterkiefer mit Kiefertaster  |                                                              |
| |                                                              |
| Abb. 6: Schiene Vorderbein | Abb. 7: rechter Fühler                                       |
| |                                                              |
| Abb. 8: Aedeagus, links von außen, dann 2 × um 90° nach rechts gekippt                                                                           | Abb. 9: rechter Vordertarsus links Männchen, rechts Weibchen |
| |                                                              |
| Abb. 10: Larve, 3. Stadium |                                                              |

Die Käfer werden etwa zweieinhalb Millimeter lang. Sie sind ziemlich glänzend und kaum merklich behaart. Sie sind ockergelb mit mehr oder weniger deutlichen dunklen Flecken auf den Flügeldecken.
Der Kopf ist in Fortsetzung der Krümmung entlang der Längsachse des Körpers leicht geneigt nach vorn gestreckt (Abb. 1 Seitenansicht). Er ist sehr fein punktiert. Die Augen sind groß und gewölbt. Direkt hinter der Mitte des hinteren Augenrandes sitzt ein kleiner Zahn (Abb. 3, rechtes Auge links von unten, rechts von oben, Pfeil auf Zähnchen). Hinter dem Zähnchen schmiegt sich der Kopf an den Halsschild an, der Käfer hat also keine Schläfen. Die elfgliedrigen Fühler (Abb. 7) enden in einer dreigliedrigen, abgeplatteten, eiförmigen Keule. Das erste Fühlerglied ist lappenartig nach vorn erweitert. Die Fühler können teilweise in eine Fühlerrinne (in Abb. 5 gelb getönt) eingelegt werden. Die Oberlippe (Abb. 4A) ist tief gespalten. Die Oberkiefer (Abb. 4C von unten, 4D von oben) haben hinter der Spitze ein spitzes Zähnchen, dahinter verläuft der Schneide entlang ein Streifen filzartiger Behaarung, am Grunde ist ein Mahlzahn ausgebildet. Die viergliedrigen Kiefertaster (in Abb. 4E rechts oben, in Abb. 5 rechts grün getönt) enden in einem langen zuckerhutförmigen Glied. Das Endglied der dreigliedrigen Lippentaster (in Abb. 4B gemeinsam mit der Lippe, in Abb. 5 rechts blau getönt) verjüngt sich in der Untergattung Haptoncus nicht kegelförmig. Es hat vielmehr die Form eines marokkanischen „Sitz-Poufs“, die „Sitzfläche“ ist schütter und sehr kurz behaart.
Der Halsschild ist etwa doppelt so breit wie lang. Die Vorderecken sind leicht herabgebogen. Der Hinterrand ist fast gerade abgeschnitten, neben den Hinterecken kaum ausgeschnitten. Die Hinterecken sind scharf und etwas nach hinten ausgezogen. Der Halsschild ist dicht aber undeutlich punktiert.
Das Schildchen ist groß, stumpfwinklig dreieckig und dicht punktiert.
Die Flügeldecken lassen das Hinterleibsende unbedeckt. Sie sind an der Basis gleich breit wie die Basis des Halsschilds. Die Seiten verlaufen annähernd parallel, auf halber Länge sind die Flügeldecken kaum breiter als an der Basis und am Flügeldeckenende. Hinten sind sie leicht schräg zur Naht nach vorn verlaufend abgeschnitten, der Außenwinkel ist sanft abgerundet, die Nahtwinkel bilden gemeinsam eine sanfte Einbuchtung. Die Flügeldecken sind längs der Naht leicht niedergedrückt. Gewöhnlich ist der Apex der Flügeldecken und ein Punkt auf der Mitte jeder Flügeldecke schwärzlich.
Die Vorderschienen sind an den Außenecken nicht spitzwinklig, sondern leicht stumpfwinklig bis abgerundet (Pfeil Abb. 6). Die ersten drei Glieder der fünfgliedrigen Vordertarsen sind auch bei den Weibchen verbreitert, bei den Männchen ist die Verbreiterung jedoch etwas stärker ausgebildet (Abb. 9).
Den Aedeagus zeigt Abb. 8.

## Larve
Die im dritten Stadium knapp vier Millimeter lange Larve (Abb. 10) ist spindelförmig und hat ihre größte Breite am zweiten und dritten Hinterleibssegment. Die im Leben opake Larve wird abgetötet weiß bis dunkel cremefarbig. Sie ist zerstreut kurz behaart, die meisten Haare sitzen in Tuberkeln auf dem Rücken.
Die Mundwerkzeuge zeigen nach vorn. Hinter jedem Fühler liegen 2+2 Punktaugen (Ocellen). Die Ocellen des vorderen Augenpaares stehen übereinander und sind deutlich ausgebildet, die des hinteren Paares sind stark rückgebildet und durch ein Haar getrennt. Die Fühler sind dreigliedrig, das Längenverhältnis der Glieder 7:14:11. Das Basisglied ist etwas breiter als das mittlere Glied, dieses doppelt so breit wie das Endglied. Auf dem mittleren Glied sitzt außer dem Endglied noch ein Sensorium, das halb so lang wie das Endglied ist. Das Endglied trägt eine starke und eine schwache Endborste, davor sitzen ringförmig vier sehr kleine, seitlich abstehende Borsten. Die Mandibeln enden zweispitzig, davor liegen innen an der rechten Mandibel zwei, an der linken Mandibel drei weitere Zähne. Die Mahlfläche am Grunde der Mandibeln trägt zahlreiche Querreihen von raspelartigen Zähnchen. Die Unterkiefer sind mit einem dreigliedrigen Taster ausgestattet, der wegen eines Sklerits an der Basis viergliedrig erscheint.
Die drei Beinpaare sind jeweils an den Hüften weit getrennt, besonders am zweiten und dritten Beinpaar. Der Tarsunculus (letzter Beinabschnitt) ist etwa gleich lang wie die Tibia, der Femur etwas länger.
Das neunte Hinterleibssegment trägt auf der Oberseite ein Paar nach hinten und schräg nach oben abstehende zapfenartige Anhänge (Urogomphi), davor liegt ein Paar halb so lange, in gleicher Richtung weisende Tuberkel.

## Puppe
Die schmutzig gelbe Puppe ist etwa zwei Millimeter lang. Sie ist an den Fühlerkeulen am breitesten und dort knapp halb so breit wie lang. Sie ist spärlich, kurz abstehend und bräunlich behaart, hauptsächlich an den Seiten. Der Kopf ist auf die Bauchseite geschlagen und von oben nicht sichtbar. Der Halsschild ist in Aufsicht trapezförmig. Beide Flügelpaare sind seitlich auf die Bauchseite untergeschlagen, bei Aufsicht überdecken die Flügeldecken die Hautflügel völlig und ihr in Aufsicht seitliche Begrenzung verläuft nahezu parallel  zur Körperlängsachse. Nur die Knie der ersten beiden Beinpaare und dazwischen die Spitze der Fühlerkeule stehen minimal über. Auf der Bauchseite lassen die Flügel die ersten beiden Beinpaare unbedeckt. Die Hinterleibsringe verjüngen sich konisch. Die größten Tuberkel befinden sich an den Vorderecken des Halsschilds und den Hinterecken des 9. Abdominalsegments. An den breitesten Stellen des zweiten bis achten Abdominalsegments befinden sich ebenfalls kleine Höcker. An deren Spitze entspringen Borstenhaare.
Eine genaue Beschreibung von Larve und Puppe mit zahlreichen Abbildungen findet man bei Brissey.

## Biologie
Der Käfer ist an verschiedenen gärenden Früchten und anderen in Zersetzung befindlichen Pflanzenteilen zu finden. Die fertigen Käfer besuchen auch die Blüten von Bäumen und Büschen, die Larven kommen in vergärenden Früchten vor, aber auch in den Fruchtkörpern von Baumschwämmen und verwelkenden Blüten. In einem Laborexperiment schlüpften aus einem belegten Blütenstand von Balanopphora tobiracola  über sechs Wochen lang fertige Käfer.
Ein anderes Laborexperiment ergab, dass die Eier in Clustern abgelegt wurden, die Larven schlüpften ein bis zwei Tage später. Innerhalb von 12 bis 17 Tagen durchlief das Tier vier Larvenstadien. Zur Verpuppung grub sich das Tier in den Boden ein. Der fertige Käfer schlüpfte nach vier bis fünf Tagen aus der Puppe.
Die Entwicklung vom Ei bis zum fertigen Käfer dauert im Labor je nach Futter und Wärme zwischen 21 und 35 Tagen. Bilder von Ei, vier Larvenstadien und Puppe findet man im Internet.

## Verbreitung
Das Verbreitungsgebiet des ursprünglich aus tropischen und subtropischen Regionen der Alten Welt bekannten Käfers ist dank des modernen weltweiten Güterverkehrs in schneller Ausdehnung begriffen. 1995 wurde er erstmals in Europa (auf den Kanarischen Inseln) gemeldet, im Jahr 2000 auch aus Frankreich und Deutschland, 2002 aus Norditalien, 2003 aus Österreich, 2007 aus der Schweiz. Seit 2011 (eingereicht 2010) ist er aus den USA bekannt,  seit 2013 aus Israel, seit 2014 (Material von 2012) aus der Schwarzmeerregion, 2015 wurde er in Großbritannien gemeldet. Auch in Südamerika und Australien wurde der Käfer gefunden.